# Ivan Marić
Ivo Marić, hrvatski komunistički političar.
Kao zanatlija (vodoinstalater), pridružio se ilegalnoj KPJ. U doba kada partijom haraju žestoke frakcijske borbe, godine 1928., Marić je u ime dalmatinskih komunista poslao Kominterni pismo u kojem optužuje Milana Gorkića, tada još instruktora Kominterne, da govori protiv Staljina i daje podršku Trockome. Vodstvo KPJ u Splitu tada je raspušteno, a partijski rukovodioci Marić, Vicko Jelaska i Ivo Baljkas bili su suspendirani (u to doba nisu još bile prakticirane fizičke likvidacije prilikom čistki u partiji, kao što se radilo kasnije u staljinističkim čistkama) u Sovjetskom savezu. Ubrzo nakon toga sva trojica su bili uhićeni i premlaćeni od policije, pa su sumnjali na izdaju.
Gorkić je ušao u privremeno rukovodstvo KPJ 1932. Iako su mu suparnici, Marić, Jelaska i Baljkas vraćeni su u lokalno rukovodstvo KPJ u Dalmaciji. Povjerena im je organizacija plenuma Centralnog komiteta KPJ, održanog 1935. u Splitu (Splitski plenum CK KPJ 1935). Marić je bio izabran za delegata na VII. Kongresu Kominterne u Moskvi. Na plenumu KPJ u Beču travnja 1936. bio je izabran za kandidata za člana Politbiroa; te je odluke međutim Kominterna ubrzo poništila i u od tada izabrane sedmorice članova i kandidata Politbiroa u novi Politbiro, imenovan u kolovozu 1936. u Moskvi, ušli su samo Gorkić i Josip Broz Tito. U međuvremenu su Marić, njegova supruga i još četvorica vodećih jugoslavenskih komunista bili uhićeni u Beču; bili su uvjereni da je im je Gorkić gurnuo policiju na vrat. 
Marić i ostali proveli su godinu dana u zatvoru, a zatim prognani iz Beča u Prag. Odatle Marić odlazi u Pariz, gdje je bilo premješteno vodstvo KPJ. Određen je da radi među tamošnjim ekonomskim emigrantima iz Jugoslavije. Kad je tamo stigao, saznao je da je Gorkić pozvan u Moskvu i tamo uhićen.
Njegov nestanak Marić je prihvatio kao potvrdu svojih starih sumnji i priliku za ostvarenje liderskih ambicija. Uspostavio je bliske veze s francuskim komunistima, koji mu pružaju podršku u Kominterni. S Labudom Kusovcem, koji je također boravio u Parizu organizirajući prebacivanje dobrovoljaca u Španjolsku (Vidi članak Španjolski građanski rat), nastojao je eliminirati Gorkićeve ljude Rodoljuba Čolakovića i Sretena Žujovića i suzbiti utjecaj Josipa Broza, koji je kao organizacioni sekretar preuzeo vodstvo partije nakon Gorkićevog uhićenja. Marić i Kusovac povezali su se s Petkom Miletićem, koji je boravio u Moskvi i nastojao eliminirati Tita. U kolovozu ili početkom runa 1938. Miletić u Moskvi bio uhićen kao trockist i likvidiran, a Marić, Kusovac i drugi tzv. petkovci isključeni su iz KPJ.
Godine 1940. Marić se vratio u Split. Živio je ilegalno, bježeći kako od policije, tako i od članova KPJ. Nakon izbijanja ustanka, zbog njegove trockističke prošlosti komunisti ga, kao i druge petkovce, nisu htjeli primiti u redove partizana. Kao komunist, interniran je u talijanskom logoru.
Nakon rata, radi kao vodoinstalater, vodeći porodičnu radionicu Braća Marić.  Ubrzo je međutim uhićen i kao gestapovski špijun osuđen na deset gotina robije. Nakon razlaza s Informbiroom, 1948, priključen je osuđenim informbiroovcima zatočenim na otoku Sveti Grgur.